# قشلاق (خرم‌بید)
قشلاق (خرم‌بید)، روستایی از توابع بخش مرکزی شهرستان خرم‌بید در استان فارس ایران است.

## جمعیت
این روستا در دهستان قشلاق قرار دارد و براساس سرشماری مرکز آمار ایران در سال ۱۳۸۵، جمعیت آن ۸۹۵ نفر (۲۴۶خانوار) بوده‌است.